# 警策

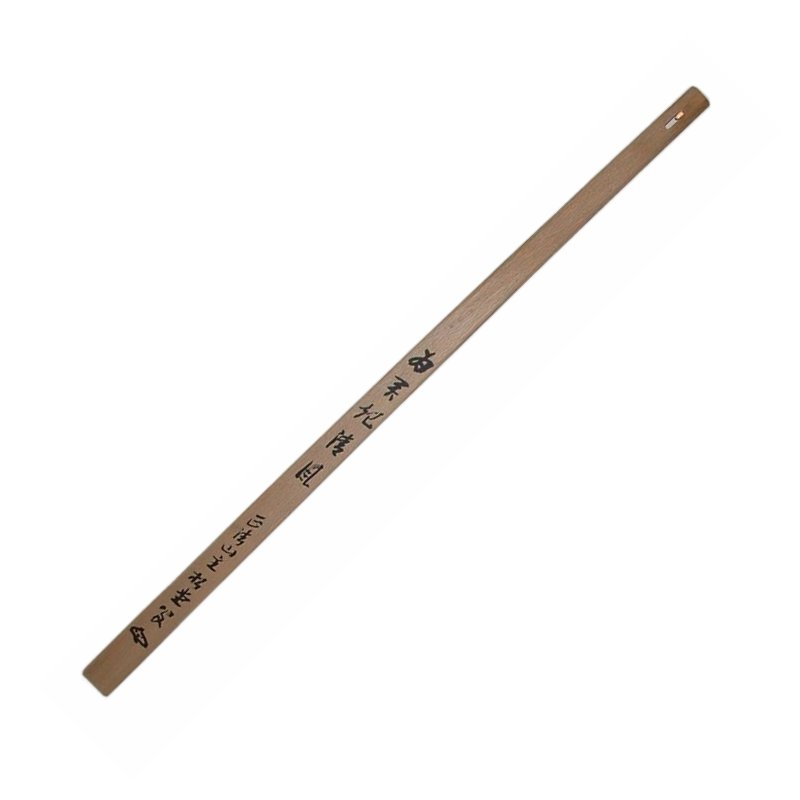
警策

警策（きょうさく、けいさく）は、坐禅の際に修行者の肩に打ちつけて、注意を与えたり、眠気を払ったりするために用いられる法具。曹洞宗では呉音で「きょうさく」、臨済宗や黄檗宗では漢音で「けいさく」と読む。

## 概要
「警策」の語は、圭峰宗密の『禅源諸詮集都序』の一文のほか、『潙山大円禅師警策』の書名や敦煌写本などにみられる。『文選』によると本来は馬を鞭打つ例えから転じて、訓戒や警告などを意味しており、これらの用例のように特定の法具を指す名詞ではなかった。
歴史的には禅寺での衆僧への指導には竹箆（しっぺい）と呼ばれる竹製の棒（若しくは拄杖と呼ばれる杖）が用いられていた。しかし、日本では江戸時代に黄檗宗の影響を受けて警策と呼ばれる道具が導入され、従来の竹箆の役割の一部が取って代わった。隠元隆琦撰『黄檗清規』には「警策」という法具の名が記されている。また、同書にある法具図の記載によると、黄檗宗には「香版（こうばん）」と呼ばれる禅堂用の法具があり、衆僧の睡眠を警醒するために巡香の僧がこれをもって巡回するとしており、これが警策に該当するものとみられている。
なお、竹箆（しっぺい）と警策は本来は異なるものであるが、各種図録等では竹箆を「警策」と表現していることも多いと指摘されている。
隠元隆琦の来日以後、臨済宗や曹洞宗の僧侶にも檗風を慕う者が多かったとされ、僧堂や授戒会も明様式（黄檗様式）を採り入れて禅杖から警策に改められることもあった。一方で面山や玄透などの宗匠は仏訓や高祖の禅風に反するとして警策を批判し、永平寺など一部の僧堂では禅杖に復したこともあった。しかし、一般の僧堂には受容されず、江戸中期から坐禅での警策の使用が一般化している。

## 坐禅における警策

### 曹洞宗における警策
曹洞宗では禅堂の壁に向かって坐禅を組む。直日・直堂は警策で背後より1回につき右肩を1打する。左肩には袈裟が掛かっているので打たない。

### 臨済宗における警策の受け方
曹洞宗と違って、臨済宗では禅堂の壁を背にして坐禅を組む。また、曹洞宗では袈裟をつけて坐ることがあるが、臨済宗では袈裟は付けず、絡子をつけて坐禅をする関係から、作法が大きく違ってくる。
臨済宗の作法としては、以下の様になる。
- 助警が廻ってきて、警策を受けたいときには、静かに合掌をします。
- 互いに合掌します。
- 絡子を着けている場合は絡子をはずします。(はずした絡子をどうするかは禅堂によりやや違う。)
- 左手を右のわきの下にあてがい、右手で単縁を支え、頭を下げて、肩に警策が入りやすいようにします。
- 右側も同じ要領で受けます。
- 警策を受けた後は、また互いに合掌し合います[7]。

また別の説明では内容は、ほぼ同じであるが次の様になっている。
- 直日が警策を右肩に当てて予告したなら、互いに合掌して低頭し合う（自ら警策を受けたい時には、直日が単の前に近づいて来た時に、静かに合掌して、その意志を伝える）。
- 左手を右の肩にあてがう（腋の下にあてがう法もある）。
- 右手を単縁について、警策が入りやすいように頭をさげる。
- 左肩に警策を受ける。
- 同じように、右手を左肩にあてがい、左手をついて、右肩に受ける・
- 終わったら、互いに合掌、低頭し合って、修行者は元通りに坐禅に入る[8]。